# Дівочі скелі
Діво́чі Ске́лі (інші назви — Дівоча Гора, Дівичі Скелі) — гора і скелі в Кременецьких горах, комплексна геологічна система в межах національного парку «Кременецькі гори». Розташована на північно-східній околиці міста Кременця (Тернопільська область).

## Загальні відомості
Максимальна висота становить 375,9 м. Розташована в межах Національного парку «Кременецькі Гори». 
Характеризується кам'янистими стрімкими вершинами з численними урвищами, брилами, гротами і печерами (найвідоміша — Студентська печера). Складається переважно з вапняків, глин та піску. Схили поросли дубом, грабом, липою, кленом і сосною. Своєрідні природні умови (строкатий рельєф і мікроклімат) сприяли збереженню ендеміків, рідкісних і реліктових видів рослин — сонцецвіт сивий, вівсюнець Бессера, гвоздика Роговича, шавлія кременецька тощо. Збереглися окремі ділянки, вкриті скельно-степовою рослинністю. Біля підніжжя скель у покладах білої крейди виявлено рештки давньої фауни.

## Легенда про Дівочі Скелі
Про Дівочі скелі є багато легенд. Одна з них розповідає, що якось на цих горах отаборилося військо татар, і тут вони ділили поміж собою взятих у ясир дівчат. Між полонянками була попівна, яка побуджувала посестер по нещастю до гарячої молитви. І коли вони молилися, татари запали в страхітливий сон, у якому самі себе пересікли шаблями. Врятовані кременчанки на знак вдячності заснували тут монастир. Це було осоружним для диявола, і він у люті підняв під хмари велетенську скелю й жбурнув нею в храм. Тож каміння, розкидане по горах, не що інше, як рештки тієї скелі. 
За іншою легендою, дівчата, щоб не потрапити в полон до татар, зв'язалися косами і кинулися зі скель, котрі на їх честь назвали «Дівочими». 
За ще однією легендою, дівочі тіла перетворилася на величезні кам'яні брили, що лежать біля підніжжя скель.